# 금쇄봉

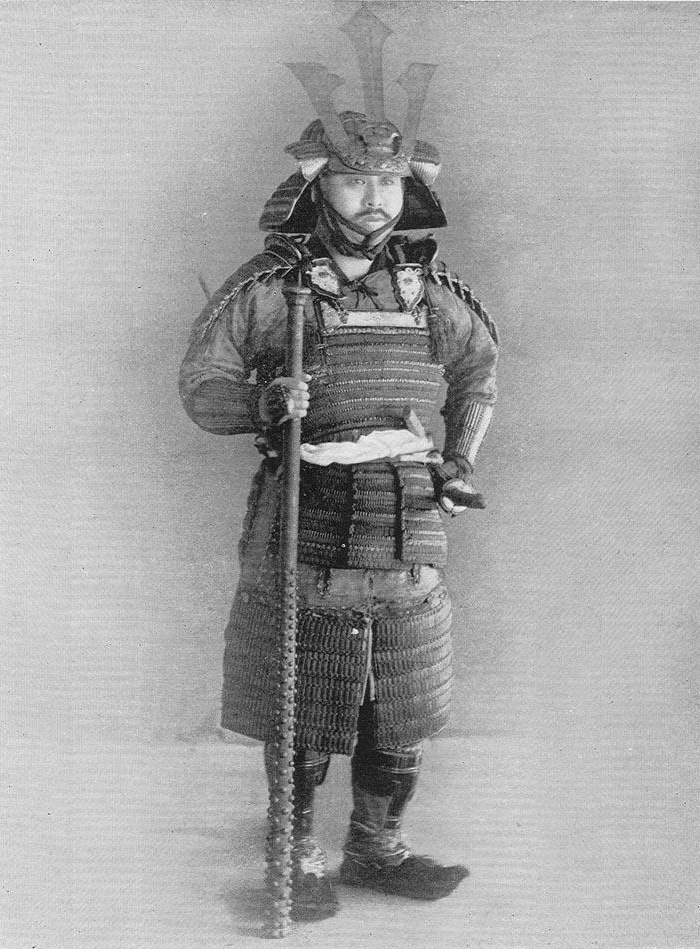
금쇄봉으로 무장한 난보쿠초 시대의 무사를 복원한 것.

금쇄봉(일본어: 金砕棒 かなさいぼう[*])은 봉건시대 일본의 타격무기이다. 곤봉에 가시가 돋친 철판을 덧댄 형태를 하고 있다.
민담에서 오니(일본의 도깨비)들이 자주 들고 나오는 소위 가시돋친 도깨비 방망이가 바로 이것이다.

## 같이 보기
- 봉 (무기)
- 무술 무기 목록
- 철퇴
- 워해머
- 마쿠아우이틀